# Smukkere
Smukkere er en dansk ungdomsfilm fra 2025, der er instrueret af Mogens Hagedorn. Det er en efterfølger til filmen Smuk fra 2022, der fulgte gymnasieeleverne Frida og Selma i 1.g på det fiktive nordsjællandske Rosenholm Gymnasium. I Smukkere er Selma nået til 2.g, hvor hun bliver gensidigt forelsket i sin musiklærer Johan.

## Handling
Filmen er en efterfølger til Smuk. Efter bruddet med barndomsveninden Frida er Selma, spillet af Karoline Hamm, begyndt at hænge ud sammen med to andre piger fra Rosenholm Gymnasium: Jasmin og Alberte. I sommerferien er de alle tre på en bytur, hvor Selma møder den lækre og lidt ældre fyr Johan. Første dag i 2.g viser det sig, at Johan er hendes nye musiklærer. Han får Selma til at genopdage sin kærlighed til musik, og det udvikler sig til en forbudt forelskelse mellem dem.

## Medvirkende
- Karoline Hamm - Selma
- Flora Ofelia Hofmann Lindahl - Jasmin
- Anna Haarup Munch - Alberte
- Tue Lunding - Johan
- Salvador Selaya Steensig - Clint
- Noam Rønnow Torp - Niklas

## Modtagelse
Filmmagasinet Ekko gav filmen fire stjerner ud af seks og skrev, at det var en fængende ungdomsfilm, som rev tilskueren modvilligt med af romancen mellem læreren og gymnasieeleven, og som mellem klichéerne tog sit svære emne beundringsværdigt seriøst. Jyllands-Posten gav kun to stjerner. Anmelderen skrev, at det aldrig blev gjort troværdigt, hvorfor Selma og Johan faldt for hinanden, og derfor blev filmen aldrig for alvor hverken en romantisk film om problematisk kærlighed eller en grænsebrydende og interessant groominghistorie. Nanna Frank Rasmussen tildelte fire hjerter i Politiken og mente, at det var en fin og rørende ungdomsfilm, der tog sin målgruppe alvorligt og gav sine roller tid til at reflektere over kærlighedens mange veje og vildveje. Berlingske gav tre stjerner og mente, at filmen var velspillet, men handlingen ikke særlig interessant, og at man undervurderede gymnasieelever groft, hvis man troede, at de gerne ville spejle sig i sådan en film. I Information skrev Christian Monggaard, at filmen var knap så klichépræget som forgængeren Smuk, fint iscenesat, og at de unge skuespillere gav de lidt ensidigt tegnede figurer overbevisende liv. I Weekendavisen var Katrine Hornstrup Yde nærmest udelt begejstret og skrev at "så løfterig er den faktisk, at man nu mistænker nogen for at have hældt tryllepulver i danske films drikkevand".